# Cymothoe sirene
Cymothoe sirene är en fjärilsart som beskrevs av Otto Staudinger 1891. Cymothoe sirene ingår i släktet Cymothoe och familjen praktfjärilar. Inga underarter finns listade i Catalogue of Life.